# Aphelocoma wollweberi
La ghiandaia messicana o ghiandaia pettogrigio (Aphelocoma wollweberi Kaup, 1854) è un uccello passeriforme appartenente alla famiglia dei Corvidi.

## Etimologia
Il nome scientifico della specie, wollweberi, rappresenta un omaggio a tale Wollweber, che ne raccolse gli esemplari in seguito utilizzati per la descrizione scientifica per conto del museo di Darmstadt.

## Descrizione

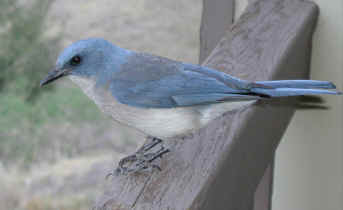
Esemplare in natura.

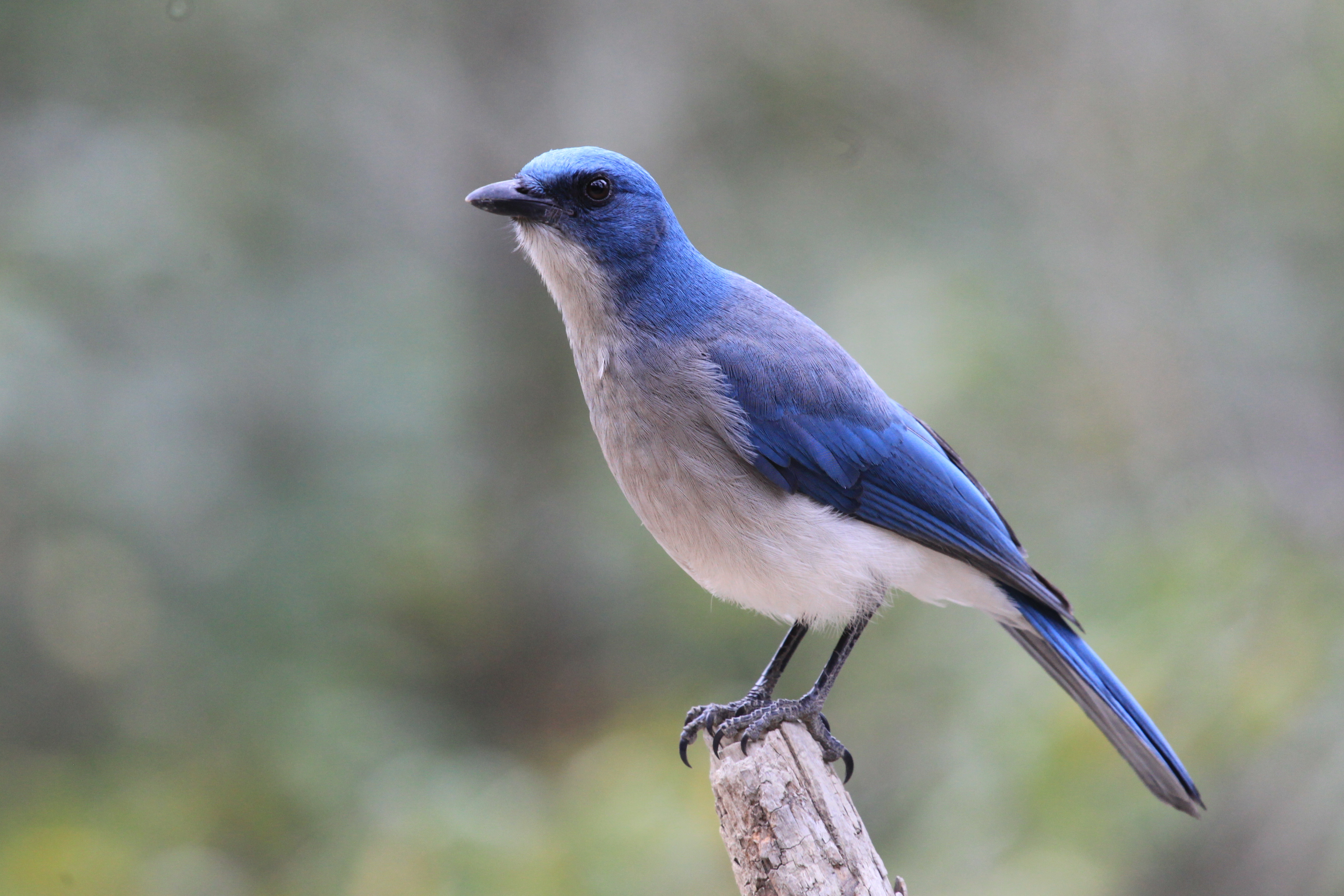
Esemplare in attenzione a Monterrey.

### Dimensioni
Misura 28-32 cm di lunghezza, per 77-150 g di peso: a parità d'età, i maschi sono leggermente più grossi e pesanti rispetto alle femmine.

### Aspetto
Si tratta di uccelli dall'aspetto massiccio, muniti di grossa testa squadrata e appiattita, becco conico e massiccio piuttosto corto, ali arrotondate e digitate, forti zampe e lunga coda (quasi la metà del totale) dall'estremità squadrata: nel complesso, la ghiandaia messicana ricorda molto l'affine ghiandaia della California, rispetto alla quale manca del collare azzurro sul petto, oltre a presentare colorazione dorsale più uniforme.
Il piumaggio si presenta di colore azzurro-bluastro su fronte, vertice, nuca, spalle, dorso (dove è più opaco e tendente al grigio-bruno), ali e coda, mentre l'area fra i lati del becco e le orecchie è di colore blu più scuro, a formare una mascherina delimitata inferiormente da un mustacchio anch'esso azzurro-bluastro: gola, petto, ventre e sottocoda sono di colore bianco puro, con tendenza a sfumare nel grigio-cenere proprio sul petto.

I due sessi sono simili a livello di colorazione.
Il becco, che durante i mesi invernali è più corto, è di colore nero (anche se nelle popolazioni occidentali la base può essere giallastra), e dello stesso colore sono le zampe: gli occhi sono invece di colore bruno scuro.

## Biologia

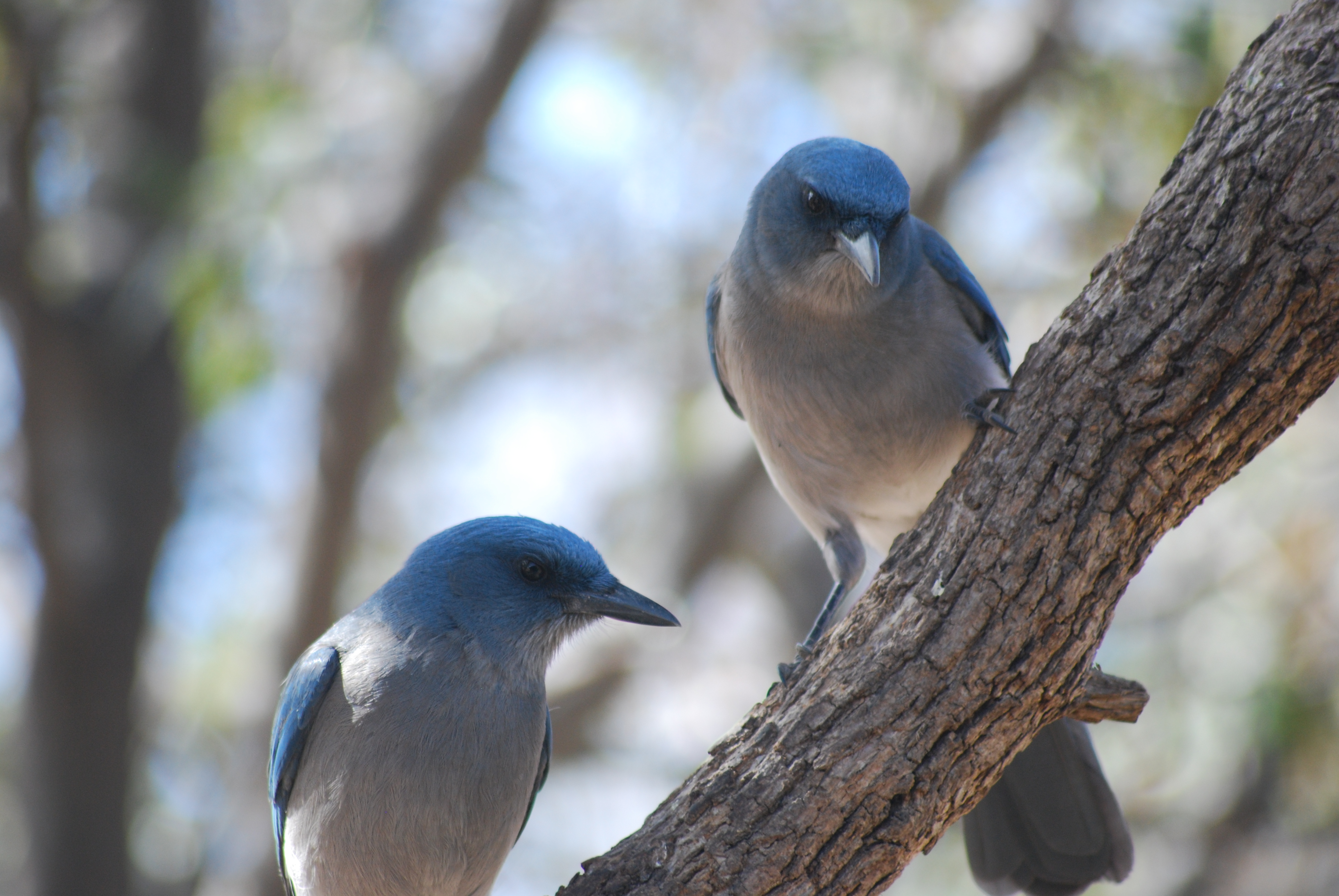
Due esemplari nella contea di Cochise.

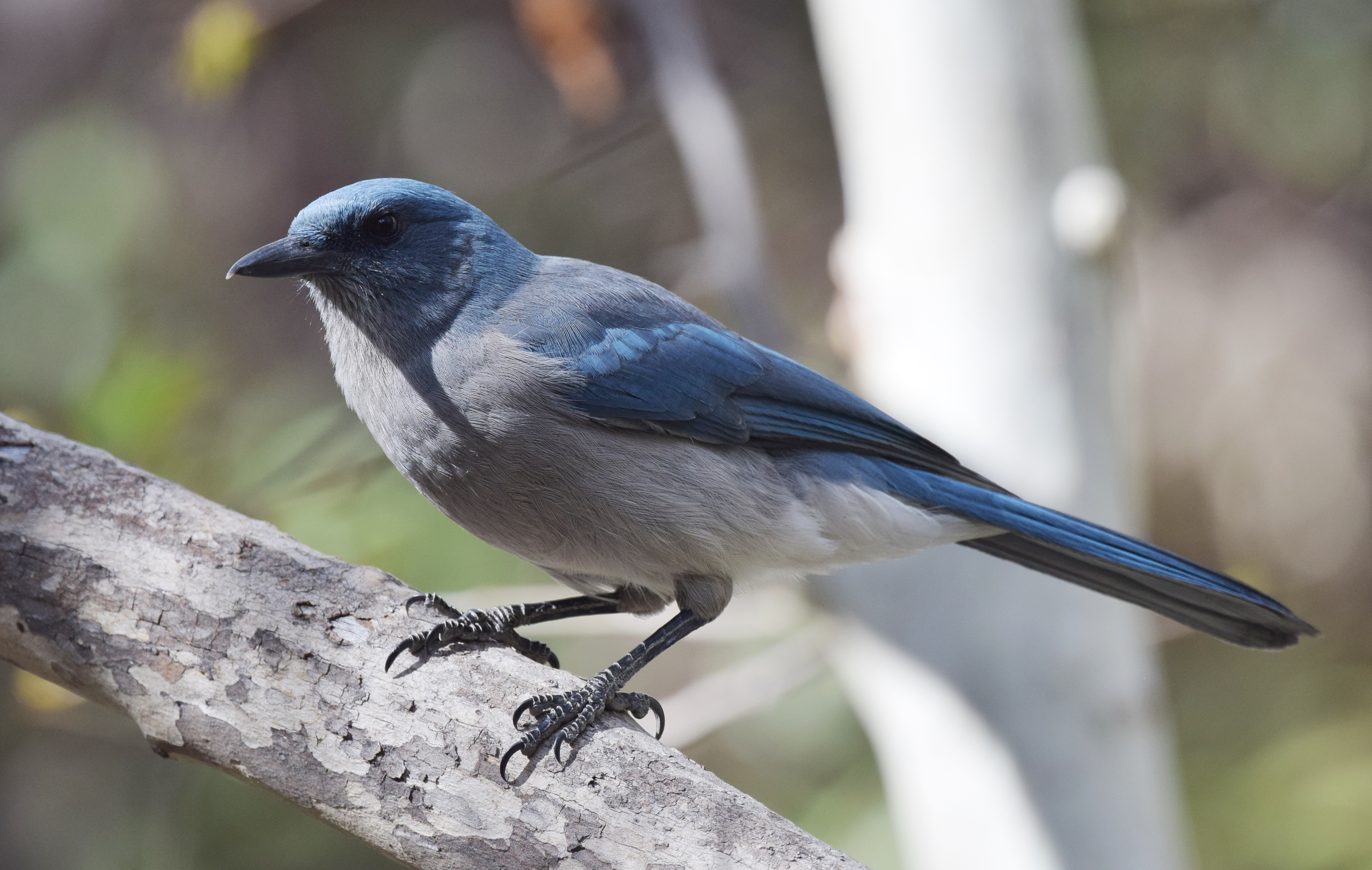
Esemplare in Arizona.

La ghiandaia messicana è un uccello dalle abitudini di vita essenzialmente diurne, che vive in piccoli gruppi di 2-25 individui, generalmente a composizione familiare (formati da una coppia riproduttrice con i giovani non riproduttivi di alcune covate precedenti), aggregandosi, quando le risorse disponibili lo consentono, in stormi anche consistenti. All'interno degli stormi è presente una certa gerarchia, coi maschi che competono per le femmine e l'ordine di accesso alle fonti di cibo e le femmine che competono fra loro per i migliori posatoi e siti di nidificazione: ciascuno stormo tende a vivere nella stessa zona anche per decenni.

Questi uccelli passano la maggior parte della giornata alla ricerca di cibo, muovendosi indifferentemente al suolo, fra gli arbusti o fra i rami degli alberi per reperirlo.
Come quasi tutti i corvidi, anche questa ghiandaia è un animale molto vocale: le ghiandaie messicane si tengono in contatto vocale fra loro mediante una serie di richiami che variano nelle varie sottospecie, comprendendo vocalizzazioni fischianti, aspri gracchi d'allarme e versi ronzanti (ritenuti una prerogativa delle femmine).

### Alimentazione

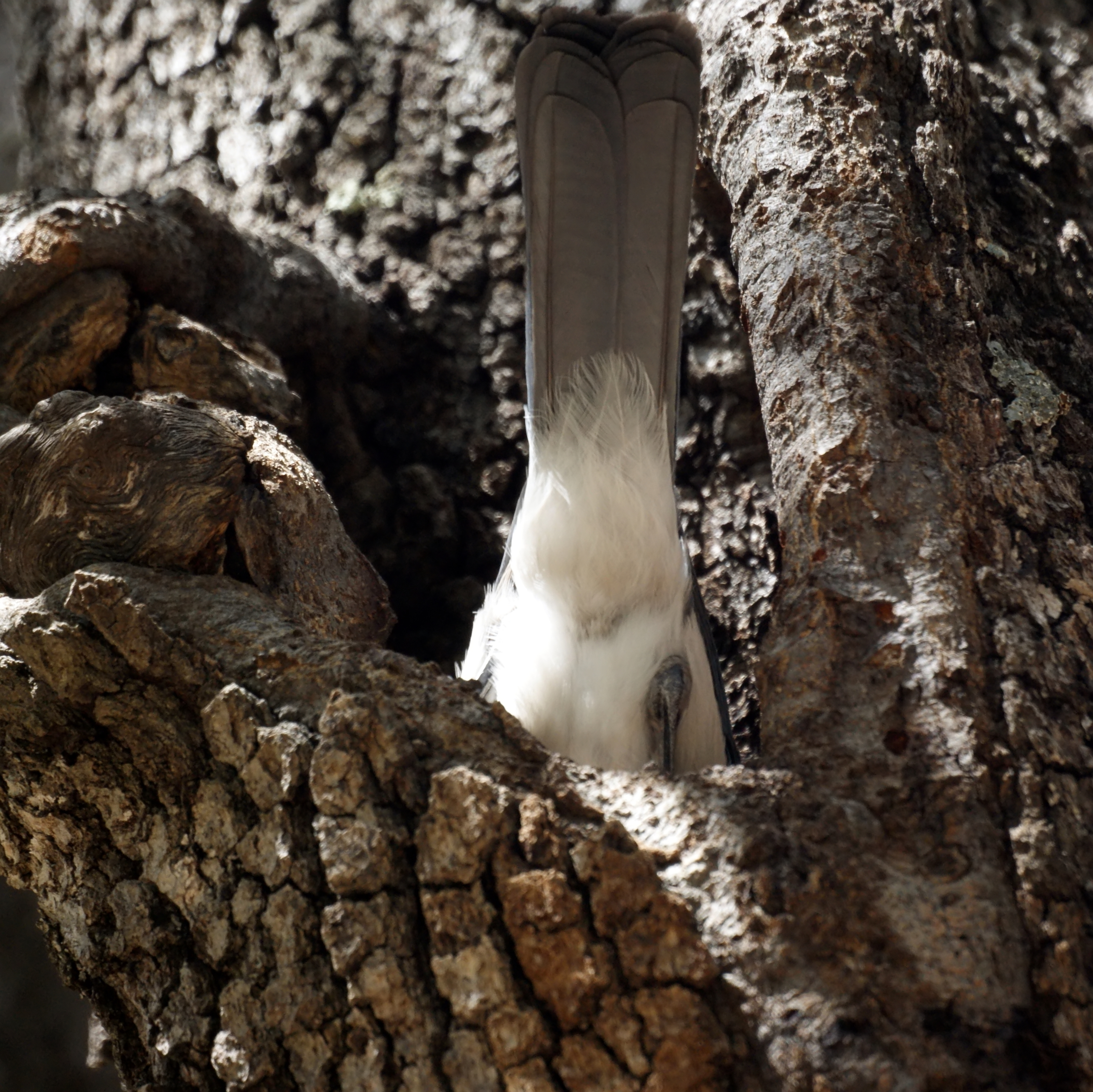
Esemplare cerca il cibo a Tucson.

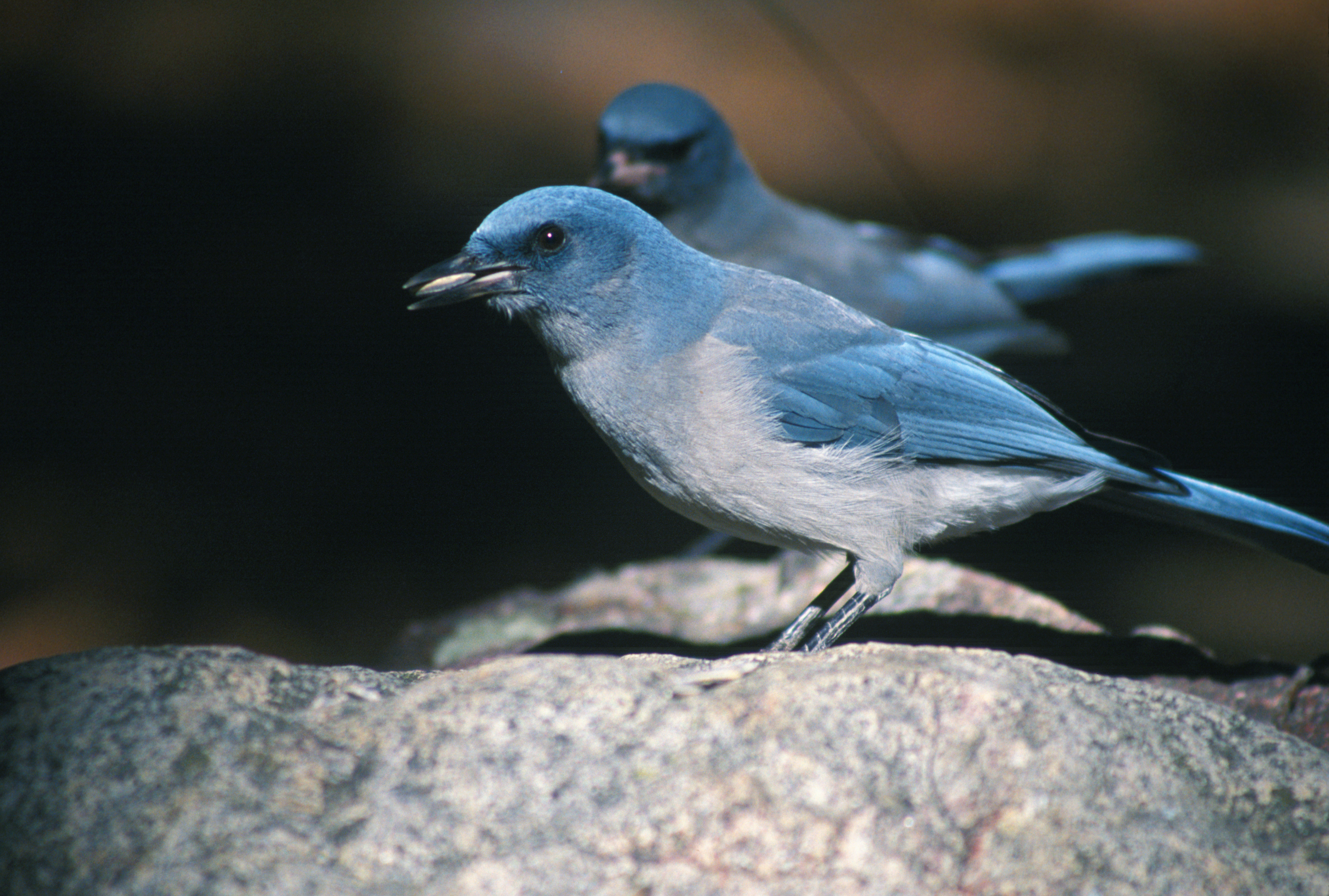
Coppia si alimenta al suolo.

La ghiandaia messicana è un uccello tendenzialmente onnivoro e molto opportunista: durante i mesi caldi, la dieta di questi uccelli comprende una grande varietà di alimenti di origine sia vegetale (come semi, granaglie, frutta, bacche, nettare) che animale (invertebrati, larve, lucertole, topolini, anfibi, uova e nidiacei anche della stessa specie, ed in due casi degli esemplari hanno predato dei pipistrelli), piluccando inoltre senza problemi la carne dalle carcasse ed il materiale commestibile dalla spazzatura.

Oltre a ciò, la ghiandaia messicana è solita accumulare il cibo in surplus (soprattutto ghiande e pinoli) in numerosi nascondigli scavati nel terreno, dai quali si rifornisce durante i mesi invernali e primaverili. I semi vengono accumulati principalmente durante i mesi estivi, in gruppi di 1-10 per nascondiglio, con l'animale che ha cura di sincerarsi che nessun intruso (compresi gli appartenenti allo stesso stormo) lo stia osservando durante l'operazione di deposito. Ciascuna ghiandaia conserva un migliaio di semi a stagione, tenendone fino a cinque per volta in bocca e generalmente depositandoli nel raggio di 500 m dal luogo di raccolta, dimostrando poi un'ottima memoria a lungo termine quando, ad alcuni mesi di distanza, deve reperire il cibo stipato, non di rado nascosto sotto una spessa coltre di neve.

### Riproduzione
Si tratta di uccelli che vivono in coppie, pur praticando raramente la monogamia e mostrando una certa promiscuità nell'ambito dello stormo di appartenenza: all'interno di una singola covata, non di rado i vari pulli hanno padri diversi, il che consente alla femmina di ottenere aiuto nel loro allevamento dai vari maschi che con lei si sono accoppiati.
La stagione riproduttiva comincia molto presto, con la costruzione del nido che avviene già verso la fine di febbraio: il maschio propone dei siti di nidificazione alla femmina, che eventualmente li approva.

Il nido, massiccio e a forma di coppa, viene costruito da ambedue i sessi (sebbene a iniziare la costruzione sia generalmente il maschio) fra le fronde di un albero, a 3,7-24,4 m d'altezza: la parte esterna è fatta di rametti e radici intrecciati, mentre l'interno è foderato con fibre vegetali (in particolare sfilacci di yucca), non di rado rubate a coppie subordinate.

All'interno del nido, la femmina depone 4-5 uova, di color verde acqua, talvolta (tranne che nelle popolazioni settentrionali) con sparse variegature bruno-giallastre: esse vengono covate dalla sola femmina, col maschio che rimane di guardia nei pressi del nido e si occupa inoltre di reperire il cibo per sé e per la compagna. Talvolta, due femmine depongono nello stesso nido, alternandosi nella cova.

La cova dura circa 18 giorni, al termine dei quali schiudono pulli ciechi e quasi del tutto implumi: essi vengono inizialmente accuditi dalla sola femmina (a sua volta imbeccata dal maschio), ed in seguito anche dal padre e dagli altri aiutanti al nido (altri giovani dello stormo non riprodottisi, generalmente provenienti da covate precedenti della coppia in riproduzione). In tal modo, essi sono pronti per l'involo a 24-28 giorni di vita, sebbene continuino a chiedere l'imbeccata ancora per molte settimane dopo aver lasciato il nido, sempre più sporadicamente man mano che il tempo passa.
La speranza di vita della ghiandaia messicana si aggira attorno ai 21 anni in natura.

## Distribuzione e habitat

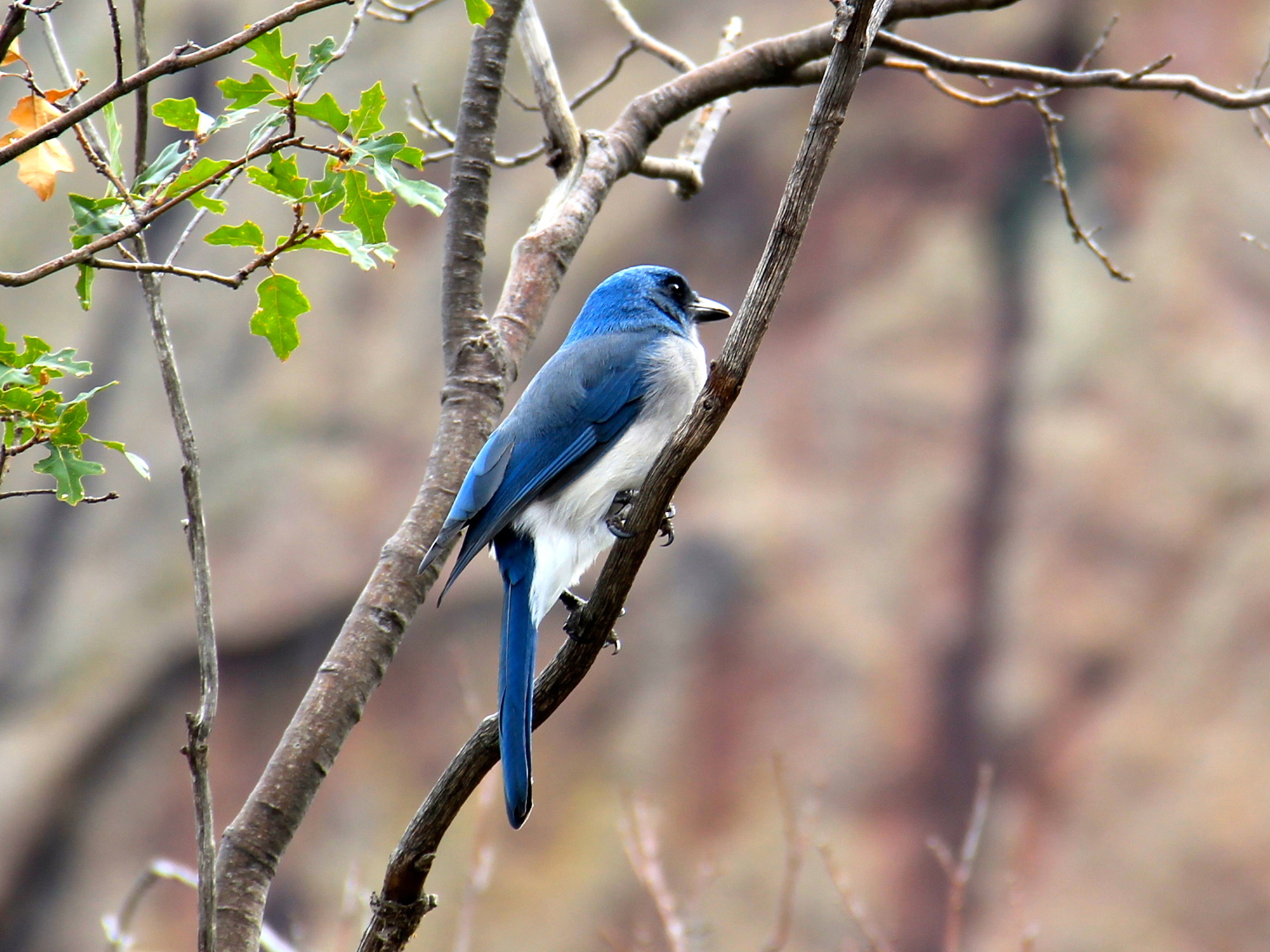
Esemplare nel parco nazionale di Big Bend.

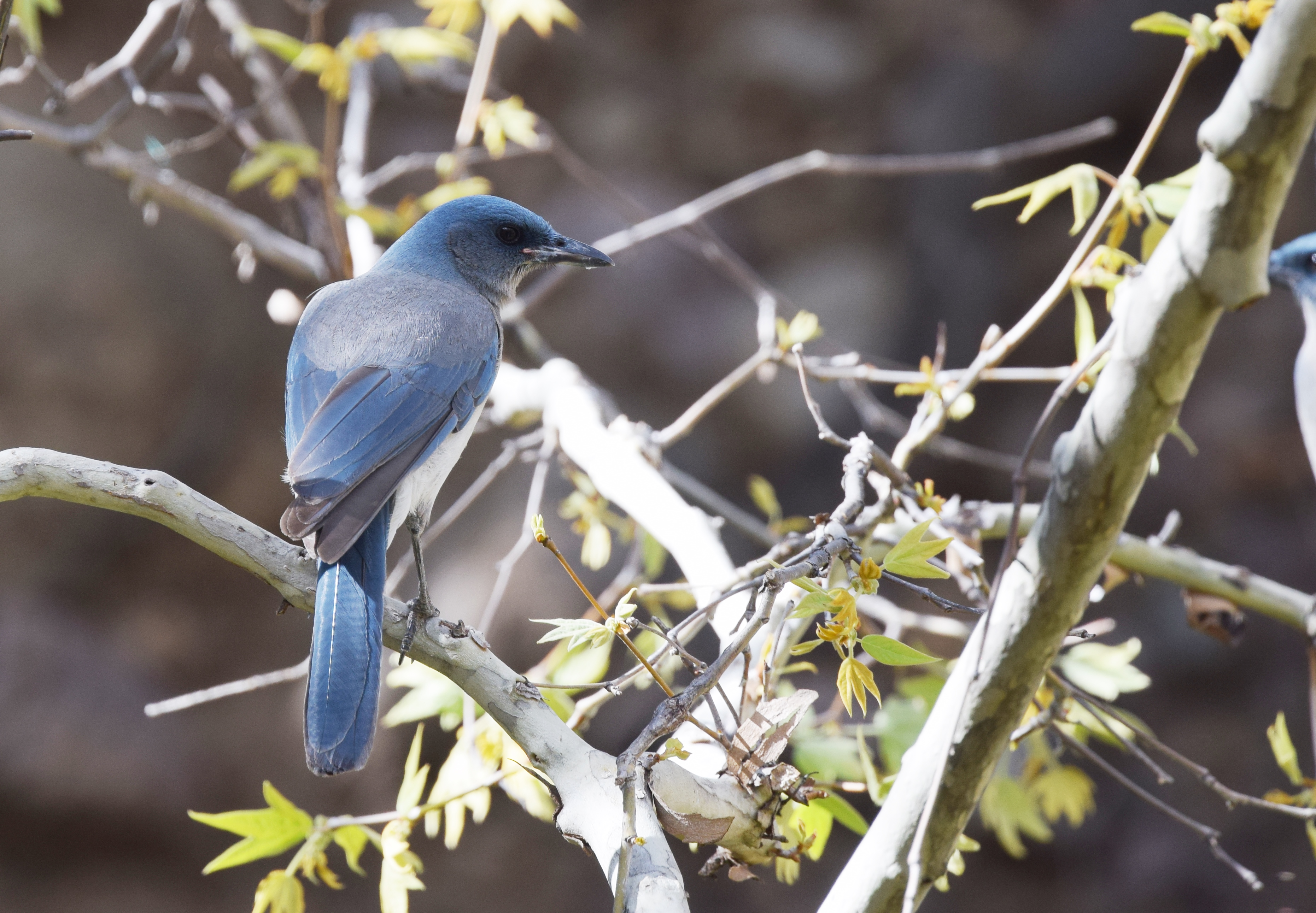
Esemplare in Arizona.

La ghiandaia messicana occupa un areale a forma di V, che partendo dall'Hidalgo centrale si articola in due direttrici verso nord attraverso Sierra Madre Orientale e Sierra Madre Occidentale, spingendosi a nord fino all'estremo sud-ovest del Texas (la cosiddetta "Big Bend") ed all'area di confine meridionale fra Arizona e Nuovo Messico.

Si tratta di uccelli stanziali, che al massimo possono scendere di quota durante i mesi freddi per sfuggire ai rigori dell'inverno: tuttavia in caso di scarsità di cibo essi non esitano a spostarsi su un ampio raggio, con osservazioni isolate di esemplari in dispersione fino in Kansas.
L'habitat d'elezione di questi uccelli è la foresta montana mista a prevalenza di pini, querce e ginepri, fra i 1460 ed i 2100 m di quota (880-3000 m nella sottospecie couchii).

## Tassonomia

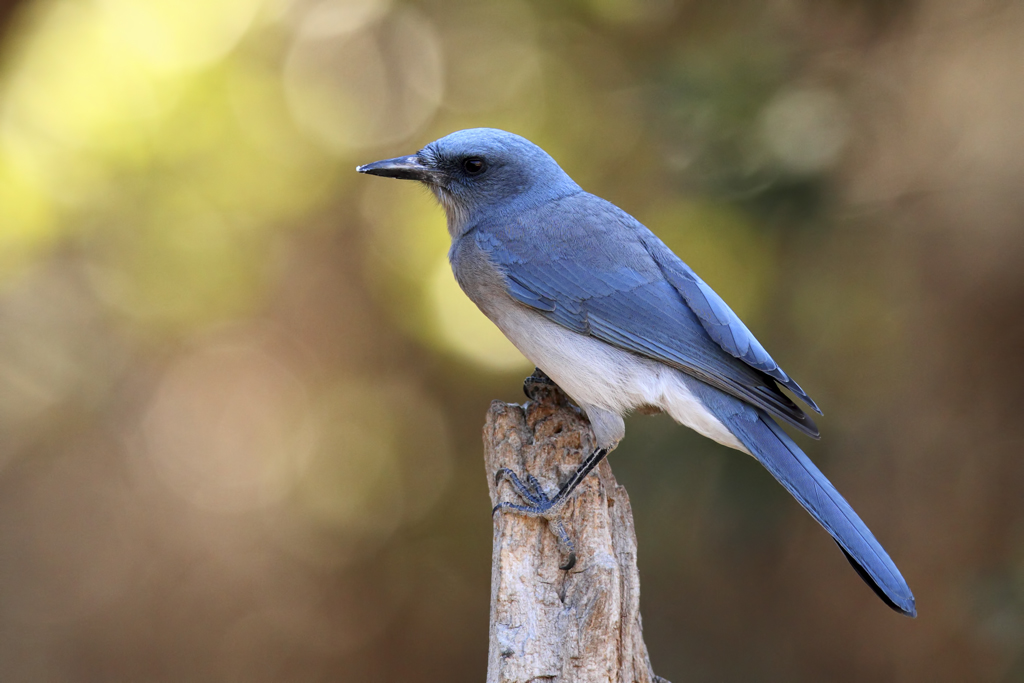
Esemplare della sottospecie arizonae.

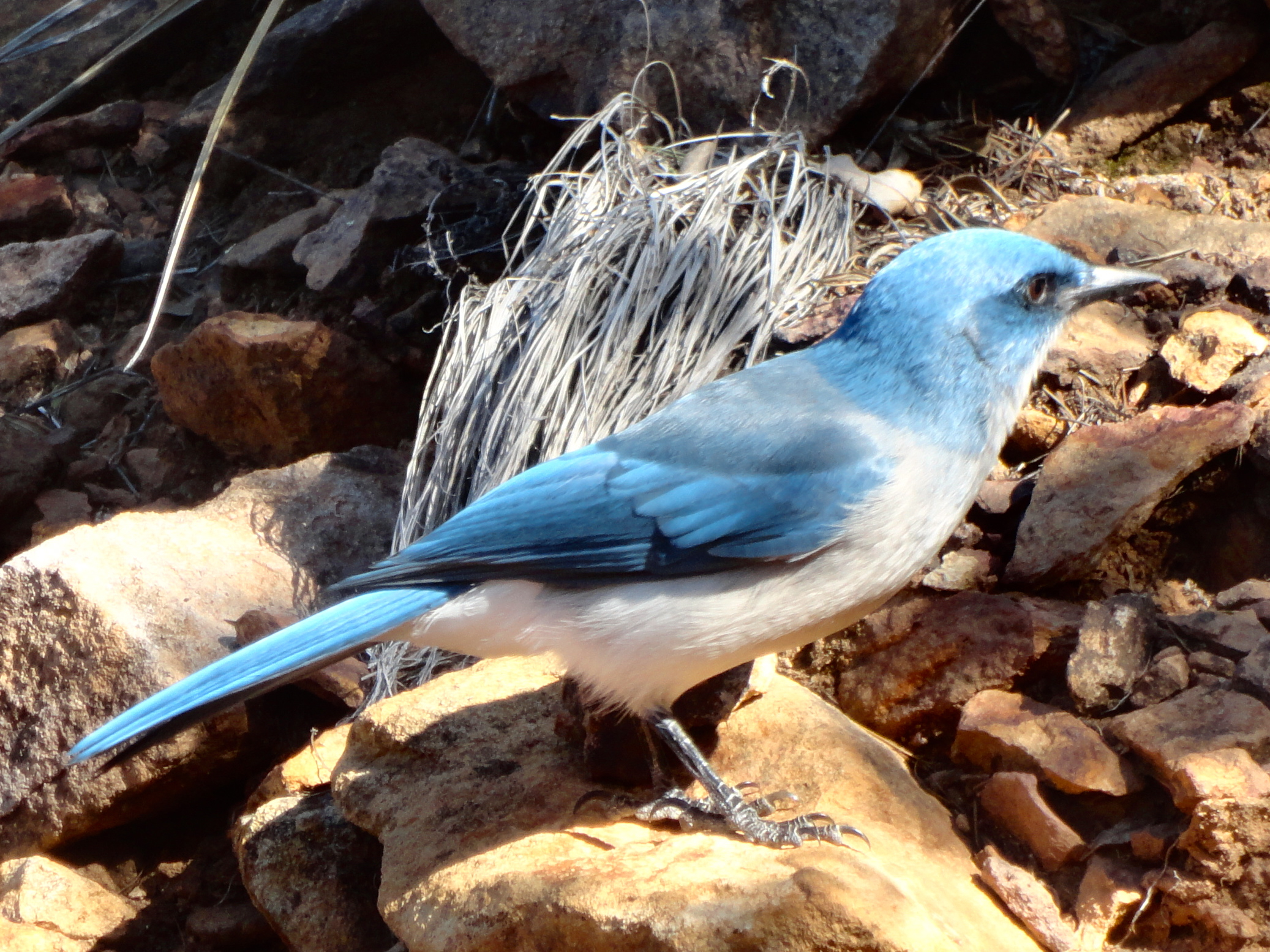
Esemplare della sottospecie couchii.

Se ne riconoscono quattro sottospecie:
- Aphelocoma wollweberi arizonae (Ridgway, 1874) - grande e pallida, diffusa nell'area fra Arizona sud-orientale, Nuovo Messico sud-occidentale, Chihuahua nord-occidentale e Sonora settentrionale;
- Aphelocoma wollweberi wollweberi Kaup, 1854 - la sottospecie nominale, diffusa dal Sonora sud-orientale attraverso la Sierra Madre Occidentale a sud fino allo Zacatecas occidentale, al Nayarit ed al Jalisco settentrionale;
- Aphelocoma wollweberi potosina Nelson, 1899 - più piccola e chiara, diffusa dal San Luis Potosí all'Hidalgo centrale;
- Aphelocoma wollweberi couchii Baird, 1858 - più scura e dalla base del becco chiara, diffusa dai monti Chisos a sud attraverso la Sierra Madre Orientale a sud fino al San Luis Potosí settentrionale.

Alcuni autori riconoscerebbero inoltre una sottospecie gracilis del Nayarit orientale, più piccola e dalle vocalizzazioni peculiari, sinonimizzata con la nominale.

Le sottospecie nominale e wollweberi sono piuttosto affini fra loro, mentre potosina e couchii presentano differenze consistenti in termini morfologici e di vocalizzazioni, che potrebbero portare in futuro alla loro elevazione al rango di specie a sé stanti.
In passato, la specie veniva accorpata alla ghiandaia dei vulcani, dalla quale però differisce sia a livello di colorazione che di vocalizzazioni.